# Marsico Nuovo
Marsico Nuovo (Màrsëchë in dialetto lucano) è un comune italiano di 3 717 abitanti della provincia di Potenza in Basilicata.

## Geografia fisica
Posto a 865 m sul livello del mare, si sviluppa su tre colline che dominano la Val d'Agri: Civita, la più alta con il centro storico, Portello e Casale, più basse, con l'espansione moderna. Intorno sono le vette dei monti Facito, (1360 m s.l.m.), Maruggio (1576 m s.l.m.), Calvelluzzo (1701 m s.l.m.), Malagrina (1016 m s.l.m.), Tumolo (1198 m s.l.m.), Volturino (1835 m s.l.m.), Cognone (1035 m s.l.m.), Ausineto (1087 m s.l.m.), Lama (1568 m s.l.m.), Cavallo (1336 m s.l.m.), Cavalluccio (1252 m s.l.m.), Fontanalunga (1384 m s.l.m.), Schiavo (1300 m s.l.m.) e Arioso (1707 m s.l.m.).
I corsi d'acqua sono costituiti dal fiume Agri; vi si trova anche il lago di Piana del Lago (1290 m²).

## Storia
(Giovan Battista Pacichelli)

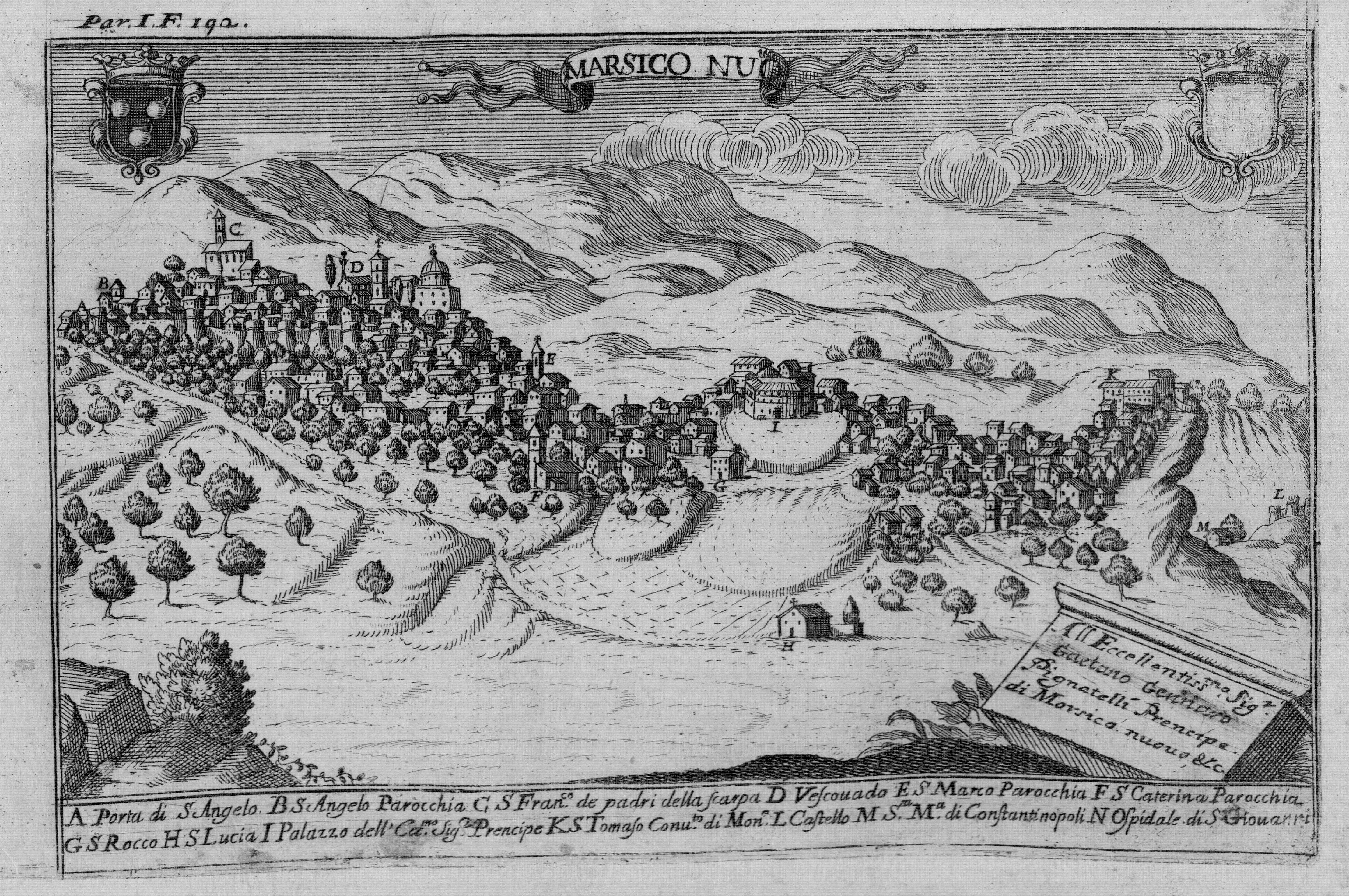
Una mappa della seconda metà del Seicento

Ritrovamenti archeologici casuali hanno permesso di attribuire con certezza al territorio una frequentazione già in epoca preromana e forse un abitato nella parte alta della collina della Civita, identificato ipoteticamente con Abellinum Marsicum, menzionato da Plinio, e databile tra il V ed il IV secolo a.C. Il centro era collocato in posizione strategica a controllo dell'imbocco della Val d'Agri e delle vie verso il Salernitano e il Potentino.
La fondazione è attribuita al popolo italico dei Marsi, che erano dediti al "Ver Sacrum", cioè la Primavera Sacra, un rito di origine italica, che comportava la fondazione di nuove colonie per motivi demografici ed esigenze agricole e pastorali. Era ritenuto allo stesso tempo un gesto che scongiurasse le carestie, la migrazione era guidata in modo simile ad una procedura totemica: si interpretava il percorso di un animale-guida, per trarne indicazioni sulla direzione del tragitto. I marsi avrebbero dunque seguito la dorsale appenninica dal centro Italia, Un cane consacrato, allontanandosi dalla terra di origine, avrebbe leggendariamente portato una tribù marsa in Lucania, fondando la città cui i Romani dettero il nome di Abellinum Marsicum, e il quale simbolo comunale oggi è un cane. Non esistono peró evidenze archeologiche e significativa documentazione scritta, per cui questa tesi possa in qualche modo essere presa per certa. Infatti le spiegazioni linguistiche alla base dell'origine del nome sono il termine bizantino Martzikon (Μαρτζίκον) che indicherebbe la presenza di un insediamento fortificato, tesi verosimile per ragioni storiche comprovate. Anche il longobardo marsik e quello latino marsicum, entrambi significanti "luogo paludoso" potrebbero aver dato il nome al luogo, infatti la Val d'Agri raccoglieva acquitrini dovuti alle piene primaverili ed autunnali del fiume Agri. Marsico Nuovo e Marsicovetere si distinguono per l'aggettivo, che sembrerebbe indicarne una fondazione in epoche diverse, cosa del tutto improbabile, essendo entrambi gli insediamenti di epoca pre-romana, secondo alcuni studiosi infatti si tratterebbe soltanto di uno spostamento relativo al controllo del territorio tra longobardi e bizantini verso nord, cioè Marsico Nuovo. Altri invece non trovano in questa tesi sufficienti argomentazioni, ritenendo che l'aggettivo "nuovo" sia comparso di recente, e che quindi laddove non indicasse una ricostruzione della città a seguito di una calamità o una distruzione a causa di un'invasione, potrebbe persino essere nato spontaneamente.
La città di Abellinum Marsicum citata da Plinio, aveva fatto parte della federazione di città stato lucane che si oppose alla penetrazione romana in Lucania. Dopo la fondazione della colonia romana di Grumentum il centro lucano decadde, per riprendersi con la creazione della via Herculea tra le colonie di Venusia e di Grumentum. Sul tracciato della via, del quale è stato rinvenuto un miliario sorse una statio, citata con il nome di Acidios, Aciris, Agri.
Con l'arrivo dei Longobardi e le lotte tra questi e Bizantini e Saraceni ebbe nuovamente importanza strategica, trovandosi sul confine meridionale del principato longobardo di Salerno: il principe Gisulfo I intorno al 940, elevò la città a contea a capo di un vasto territorio. La città venne fortificata e registrò una consistente crescita demografica, ottenendo il titolo di civitas.
Nel 1054 venne trasferita a Marsico la sede episcopale della diocesi di Grumentum. Con l'avvento dei Normanni venne posta come capoluogo amministrativo di un territorio che si estendeva su quasi tutto il Vallo di Diano e il basso Cilento. Roberto il Guiscardo, divenuto principe di Salerno, l'affidò in feudo a Rinaldo Malaconvenienza, figlio di Asclettino.
Nel 1144 fu fatto conte di Marsico un Altavilla, Silvestro, figlio del conte di Ragusa e cugino diretto del re di Sicilia. Agli Altavilla succedettero i Guarna e nel XIII secolo la contea di Marsico passò ai Sanseverino.
I conti di Marsico furono quasi tutti gran connestabili e consiglieri reali, influenzando la politica del regno per tutto il periodo angioino, e con gli aragonesi divennero principi di Salerno.
L'ultimo conte di Marsico e principe di Salerno, Ferrante Sanseverino, entrato in contrasto col viceré di Napoli fu esiliato nel 1552 ed i suoi feudi furono messi in vendita. L’Universitas marsicana riuscì a raccogliere la somma necessaria al riscatto e la città venne perciò ascritta al regio demanio.
Nel 1638 però, essendo le casse vicereali in dissesto ed i cittadini impossibilitati a reperire le somme necessarie al mantenimento dell'autonomia amministrativa, la città fu nuovamente messa in vendita ed acquistata dalla famiglia Pignatelli col titolo di principi.
Nel 1647 la città fu interessata dai tumulti popolari collegati ai moti rivoluzionari di Masaniello. Il principe Francesco Pignatelli fu costretto alla fuga mentre una decina di cortigiani venivano trucidati dalla folla in rivolta.
La peste del 1656 dimezzò la popolazione e solo nel XIX secolo la città poté riacquistare un rilevante peso demografico superando i diecimila abitanti a metà secolo.
Nel febbraio del 1799 anche a Marsico fu innalzato il simbolico ”albero della libertà”: gli stessi feudatari Diego e Vincenzo Pignatelli ed il vescovo Bernardo Maria Della Torre erano a favore delle idee rivoluzionarie e la città aderì presto alla Repubblica Partenopea diventando un cantone del dipartimento del Bradano amministrato dal commissario governativo Nicola Palomba, subendo poi danni dalle bande sanfediste provenienti dalla Calabria. La città nel 1820 era già sede di una “vendita” carbonara (la "Scuola dei costumi") e partecipò alle lotte risorgimentali.
Il 1º maggio 1816, una riforma amministrativa del regno di Napoli porta al passaggio di Marsico dal Principato Citra, con capoluogo la città di Salerno, al distretto di Potenza, del quale Marsico diventa immediatamente capoluogo di circondario. Portando così il comune in età moderna ad appartenere alla regione amministrativa della Basilicata e alla provincia di Potenza, a fronte di un lungo legame alla città di Salerno che durava ormai da quasi mille anni (elevazione a contea nel 940).
Il terremoto del 1857 rase al suolo gran parte di Marsico Nuovo e dei paesi limitrofi. Qualche anno dopo subì fatti di sangue che videro protagonisti i capibanda locali Angelantonio Masini e Federico Aliano, detto "Forgiarello", di Paterno.
Nel XX secolo la città si impoverì a seguito delle ondate migratorie seguite alle due guerre mondiali.

### Simboli
Lo stemma, simile ad uno scudo veneto troncato semipartito, presenta il levriero che secondo la leggenda guidava i fondatori del nucleo originario del centro, ai lati di questo si evidenziano le insegne della città episcopale, il tutto al di sopra dei vessilli dei prìncipi e dei conti di Marsico. In altre versioni è riportato col motto: F.Et.A. (Fidelis et amans). Il comune ha facoltà di utilizzo della corona muraria, in quanto ha ricevuto il titolo di città.

## Monumenti e luoghi d'interesse

### Chiese

#### Concattedrale di San Giorgio Martire

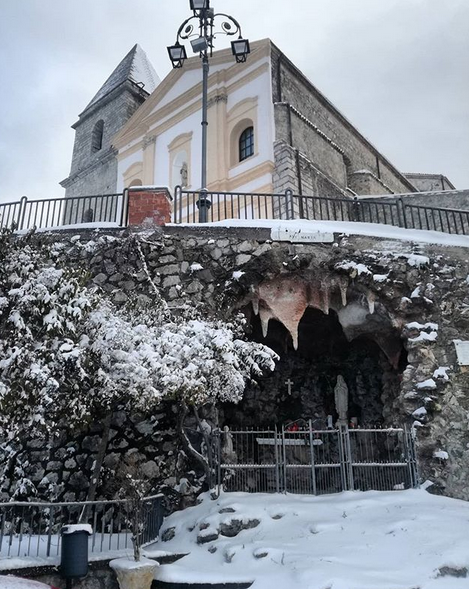
Facciata della Concattedrale durante l'ultimo restauro.

La diocesi di Marsico è figlia delle incursioni saracene che distrussero la vicina cattedrale di Grumentum e fu eretta nell'VIII secolo.
Nel 1818 per impedire questioni di predominanza con la diocesi di Potenza fu unita aeque principaliter ad essa, ma solo nel 1986 Marsico e Potenza diventarono parte della stessa diocesi.
L'antica basilica marsicana era la chiesa di San Michele Arcangelo, ma probabilmente essa iniziò a presentare problemi di spazio. Nel 1131 Goffredo ed Enrico, rispettivamente conte e vescovo di Marsico decisero di costruirne una nuova. Questa volta la chiesa doveva essere più ampia, e per esaltarne la maestosità si decise di costruirla alla sommità del colle detto "Civita", il più alto.
Una lapide oggi assente, trascritta nel XVII secolo da Ferdinando Ughelli recitava:
"Al tempo del Vescovo Enrico e del conte Goffredo fu costruito questo tempio ad onore di Dio e della Beata Vergine Maria e del Beato Giorgio. L'anno del Signore 1131."
Dunque l'edificio venne dedicato alla Beata Vergine Maria e a San Giorgio Martire, primo patrono di Marsico. Era diviso in tre navate con il frontespizio coperto da piccoli marmi quadrati. Nel 1293 si costruì un campanile grazie al conte di Marsico Tommaso di Sanseverino e del settimo vescovo Giovanni Vetere da Salerno, a testimoniare questo avvenimento vi è un'altra iscrizione alla base della torre a cuspide, che attribuisce l'opera a Maestro Silvestro.
Nel 1525 il vescovo Ottaviano Caracciolo commissionò il restauro del celebre Sepolcro dei Vescovi, nel quale anch'egli venne sepolto. Il vescovo Parisi, suo successore, ordinò la realizzazione di una cattedra in pietra nel 1612, e tra il 1614 e il 1648, anni in cui si succedettero i vescovi Caselli e Ciantes, vennero commissionati numerosi lavori di restauro relativi alla chiesa e al palazzo vescovile, in particolare Giuseppe Ciantes eseguì ampliamenti della sacrestia e del coro, e durante il suo periodo d'amministrazione la chiesa venne decorata con varie opere d'arte.
Nel 1673 Marsico mostrava le gravi ferite causate da un terremoto e dalla carestia.
I lavori di ristrutturazione del centro liturgico diocesano durarono fino al 1707. Ma già nel 1703 dall'esterno si osservava un maestoso campanile che appariva come la solita torre a cuspide tripartita che si vede nella nuova concattedrale, ma con un piano in più. Era già visibile anche la cupola che sormontava le volte della navata e del transetto.
Nel XVIII secolo seguirono altri restauri anche ad opera del celebre vescovo Bernardo della Torre, che vi accolse le reliquie del compatrono Sant'Augustale martire provenienti dalla catacomba di San Lorenzo, qui si svolse la cerimonia in cui ne donò una parte al vescovo di Sarno.
Nuovamente distrutta nel 1809 in seguito a un incendio, andarono perse molte opere, tra le quali: reliquie, arredi e il coro di noce intarsiato. Riedificata per ordine del vescovo Ignazio Marolda assieme al palazzo vescovile, i lavori durarono fino al 1827, quando nel duomo vennero collocate, assieme ad un pregevole organo, le spoglie di san Gianuario, grande patrono e protettore di Marsico Nuovo, oggi patrono principale dell'arcidiocesi, il corpo del santo, rinvenuto nella chiesa di Santo Stefano (attuale San Gianuario) distrutta dal sisma, venne trasportato in concattedrale, con esso si attuò la traslazione in concattedrale della statua dell'artista Giacomo Colombo, la quale oggi mostra i tratti originali della realizzazione avvenuta nel 1714.
"Incendiato da mani sacrileghe nell'anno 1809 il vescovo di Marsico Pietro Ignazio Marolda...lo consacrò l''11 agosto 1833 con rito solenne e stabilì che la IV domenica di luglio se ne celebrasse l'anniversario e concesse ai visitatori 40 giorni di vera indulgenza in perpetuo"
La chiesa subì nel 1857 gli effetti di un nuovo evento nefasto, il terremoto della Basilicata con epicentro nella vicina Montemurro.
Dal 1875 al 1899 iniziarono ancora una volta i lavori di riedificazione.

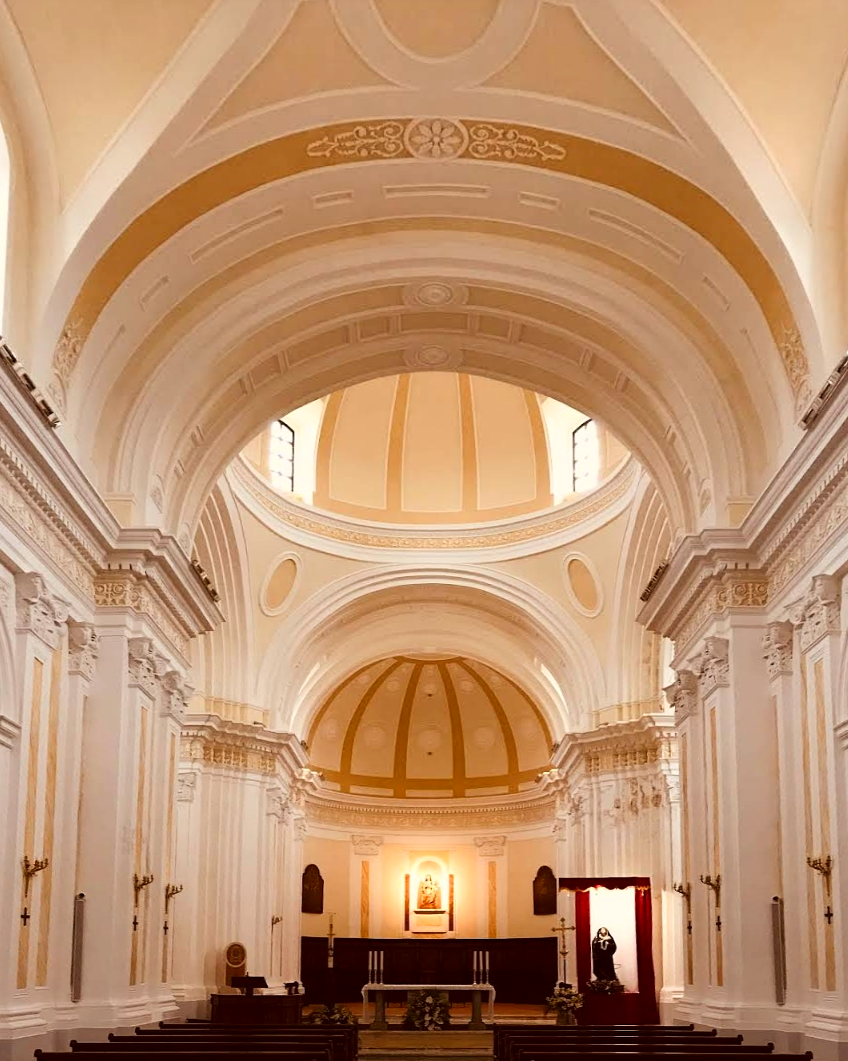
Interno della Concattedrale

Il nuovo vescovo Durante, il 27 agosto 1899, con una cerimonia di dedicazione attribuì alla concattedrale il titolo di "San Gianuario vescovo e martire".
La nuova concattedrale ha una sola navata e abside a parete curva, due cappelle laterali e una cupola su tamburo. La facciata sormontata da un timpano, presenta due finestre laterali e una nicchia centrale, che ospita la statua della Madonna. Sul lato sinistro si trova l'antico campanile a cuspide.

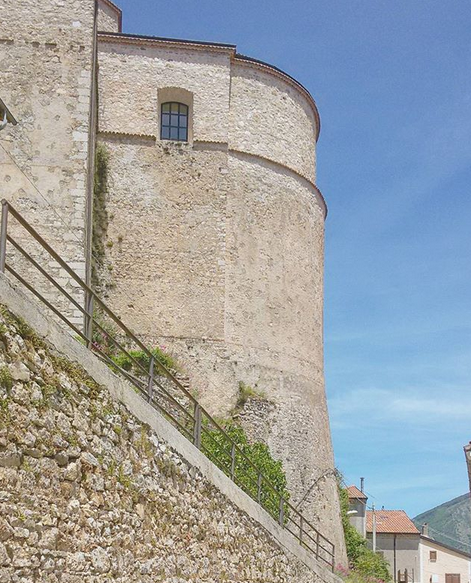
Abside, chiamato localmente "torrione"

Con il terremoto del 1980 sono crollati: la cupola, il tamburo, il presbiterio e l'abside. E l'ennesimo restauro è ancora in corso.
Il giorno del terremoto quando l'edificio crollò, il parroco arciprete Gerardo Marsico, fortuitamente non vi celebrò la messa prevista. Di conseguenza quando la terra cominciò a tremare la chiesa era vuota, il merito di tale prodigio è attribuito al protettore san Gianuario, la cui statua del santo rimase intatta sotto le macerie.
Alcuni candelabri in bronzo anticamente donati dalla famiglia Sanseverino furono poi trasferiti dalla Certosa di Padula; su di essi vi erano immagini di San Lorenzo e San Giovanni, la statua della Madonna della Speranza che pianse lacrime di sangue, il quadro dell'ultima cena, il pulpito, i quadri dell'estasi di Santo Stefano e di Santa Caterina, alcuni quadri con motivi francescani e il crocefisso con angeli adorato dalla Madonna Addolorata e da santi.
In chiesa è anche una tela di Nicola Peccheneda raffigurante l'Estasi di San Gaetano datata 1760.
Alcune di queste e molte altre opere sono conservate nella chiesa di San Michele Arcangelo (museo diocesano).

#### Chiesa di San Michele Arcangelo (museo diocesano)
La chiesa longobarda è costruita a ridosso della cinta muraria ormai inglobata nei fabbricati del centro storico, ne sono testimoni i contrafforti e l’adiacente porta d’accesso alla cittadella (porta della luna).
Il mancato possesso di prove riguardo all’anno esatto di fondazione, è stato un ostacolo sorpassabile che grazie alle indagini storiche che hanno permesso di individuare l’VIII secolo come periodo di diffusione del culto micaelico tra i longobardi e la contea di Marsico. Prove ulteriori affermano che la chiesa fungesse da cattedrale già da due secoli prima dell’erezione del duomo dedicato a San Giorgio nel 1131.
La chiesa possedeva un ingresso opposto rispetto all’attuale, testimone di tale trasformazione sono gli affreschi prima presenti alle spalle dell’altare e oggi sormontanti l’entrata, a testimonianza della pre-esistenza di un’abside tipicamente medievale in quel punto esatto.
L’unicità in Val d’agri è la presenza dell’unico manufatto gotico, infatti il portale realizzato in questo stile da Melchiorre da Montalbano, del XIII° sec. È stato dichiarato monumento nazionale.

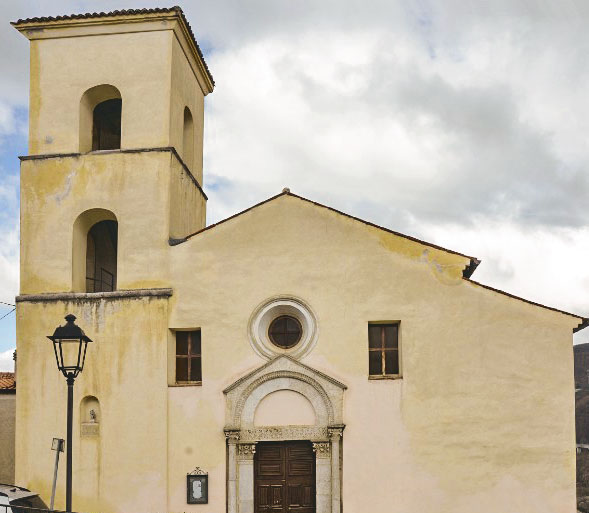
La facciata di San Michele con il portale gotico

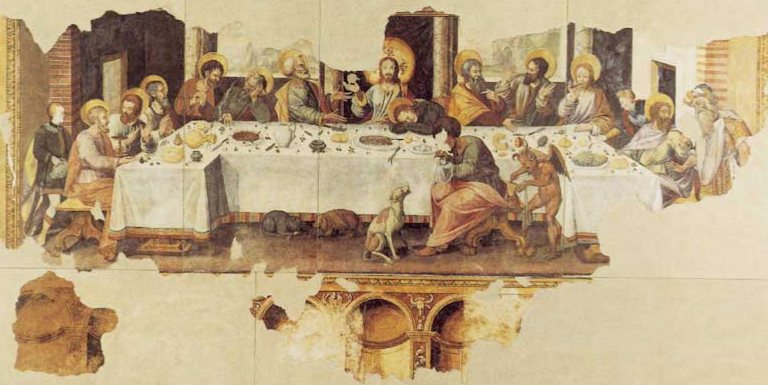
L'ultima cena del Todisco, i tratti dei commensali e il cibo rispecchiano tradizioni e abitanti della Lucania nelle loro fattezze.

All’interno si conservano numerose opere in quanto dichiarato Museo Diocesano di arte sacra. Restano dell’arredamento originale il fonte battesimale in pietra ed un dipinto su legno settecentesco raffigurante la cacciata degli angeli ribelli. Nel medesimo museo, tuttora aperto comunque al culto religioso, è visibile l'affresco de L'ultima cena attribuito a Girolamo Todisco, fratello o figlio del più noto Giovanni.

#### Chiesa di San Gianuario (ex badia di Santo Stefano Protomartire)
Sul colle cosiddetto della Civita, si trova la chiesa dedicata a San Gianuario vescovo e martire, l'edificio ha sostituito l'antica badia dedicata a Santo Stefano, la quale era stata edificata a sua volta sulle antiche rovine di un tempio dedicato al dio Serapide. Non vi è prova della data esatta della costruzione dell'edificio religioso, ma alla traslazione del corpo del santo, avvenuta nell'anno 853 l'abate dell'epoca ne constatava il possesso in uno scritto che riportava notizie sul fatto che ad accogliere le spoglie del santo sarebbe stata la chiesa della badia. Da ciò si può desumere che l'edificio esisteva già nel IX secolo; sebbene vi siano state rinvenute sepolture del VI secolo, ciò attesta solamente l'antica sacralità del luogo.
Per la tradizione infatti, una donna del posto sognò il luogo di sepoltura di San Gianuario, giustiziato sul vicino monte Arioso in epoca romana, si decise quindi di affidare a un carro che trasportava il corpo del santo a due buoi, lasciandoli liberi di muoversi. Gli animali si diressero verso Marsico e si fermarono davanti alla Badia di Santo Stefano (l'attuale chiesa di San Gianuario).
Secondo le memorie di alcune famiglie nobili, il conte di Marsico: Osmondo Missaniello ne finanziò la ricostruzione nel 1071, poiché la badia cadde diruta, in un'iscrizione del campanile è evidente che tale opera fu portata a termine dal successore Rinaldo di Malconvenienza, dalla famiglia di questi l'abbazia ebbe molti doni, fra cui possedimenti terrieri, e due chiese di cui una a Calvello.
Restaurata nel 1172 secondo versi leonini su lapide citati, ma non più ritrovati, con marmi e sculture, i principi normanni dedicarono molta cura all'edificio, arricchendolo di opere. Le donazioni aumentarono ulteriormente, vista anche la fortuna dell'edificio nell'ospitare reliquie ed essere ente autonomo in quanto abbazia. A sottolineare ciò vi è la donazione da parte della famiglia Guarna, che prese il governo della cittadina in seguito ai Normanni, la donazione nel 1201 dei territori boschivi di due monti posti ai piedi dell'Appennino nella località Pietra Rubea (oggi Pietra Roggia). Alla soppressione nel XV secolo le cospicue rendite si trasferirono persino alla Cappella Sistina in Roma.
Nel 1502 Gonzalo Fernández de Córdoba incendiò Marsico e i suoi soldati rubarono una gamba di san Gianuario. Rientrati in Spagna lo portarono nella città di Ciudad Rodrigo, dove la reliquia è venerata.
L'amministrazione di essa terminò con l'abate Pietro Francesco Giusto, che secondo l'iscrizione ancora visibile sulla destra del portale, aveva influenza persino sul Re Filippo II e sul pontefice Gregorio XIV (è infatti riportata la dicitura "ambor[um] familiaris" interpretata come sottolineatura dell'intimità dell'abate con entrambi), egli effettuò l'ultimo restauro nel 1591. Alla soppressione l'urna del corpo del Santo rimase in una cappella, l'amministrazione passò a chierici con il titolo abbaziale, i cosiddetti abati secolari.
Nel 1593 il papa Clemente VIII ordinò al cardinale Montalto di scrivere al vescovo di Capaccio, informandolo che all'interno della chiesa vi erano stati miracoli operati da una statua della Madonna della Speranza, che avrebbe pianto sangue. "illumina ciechi, sana storpi, libera agonizzanti in tempo di morte". Lo scomodarsi del pontefice portò la popolazione a effettuare varie processioni e a celebrarne la festività il 5 agosto. Questa lettera riporta chiaramente la dicitura "Chiesa di San Gianuario", non più "badia di Santo Stefano".
Nel secolo successivo l'edificio attestò la sua importanza come chiesa, anche a causa del cedimento dell'edificio monacale, fino al 1826, quando a Febbraio un crollo gravissimo provocò l'evacuazione dei reperti a causa di un sisma, compreso il corpo del santo, la quale avvenne solo l'anno successivo grazie alla cura del vescovo Marolda, il 31 gennaio. Questo è noto grazie a una bolla rinvenuta nell'urna nell'anno 1950.

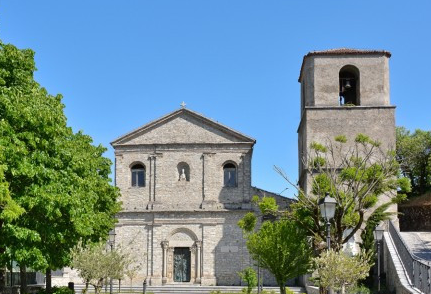
La facciata della chiesa oggi

I lavori di ricostruzione intrapresi dal vescovo Ignazio Marolda in tutta la Civita, terminarono tutti in un ventennio. Oggi la chiesa è posta in fondo a un ampio sagrato, Al suo interno sono presenti quattro colonne serapidee che introducono all'aula liturgica, molte colonne sono state rinvenute nel versante ove sono finiti i detriti del crollo, e fanno ipotizzare la presenza di un colonnato nelle strutture antecedenti, a tre navate, a croce latina. 
Oltre all'urna del santo e al gioco di buoi che lo portò, leggendariamente in tale luogo, si trovano tele del XVII e XVIII degli artisti Simonelli, Mangieri e Peccheneda, raffiguranti: una Madonna col Bambino e santi (del Peccheneda). databile al 1760, una Ultima cena, una Santa Caterina e un Santo Stefano. Era nella chiesa anche una pala raffigurante la Crocifissione, ora in San Michele, purtroppo in stato di degrado.
Nel portale sormontato da capitelli corinzi decorati con bassorilievi raffiguranti animali, sono scolpite immagini di vescovi e abati medievali.
L’opera attribuita alla scuola di mastro Melchiorre da Montalbano è stata dichiarata monumento nazionale. La statua di San Gianuario del 1714 è anch'essa qui custodita.
Dal 1999 il portale della chiesa è impreziosita da una porta bronzea realizzata dall'artista Antonio Masini.

#### Chiesa di Santa Maria di Costantinopoli o "del Ponte"

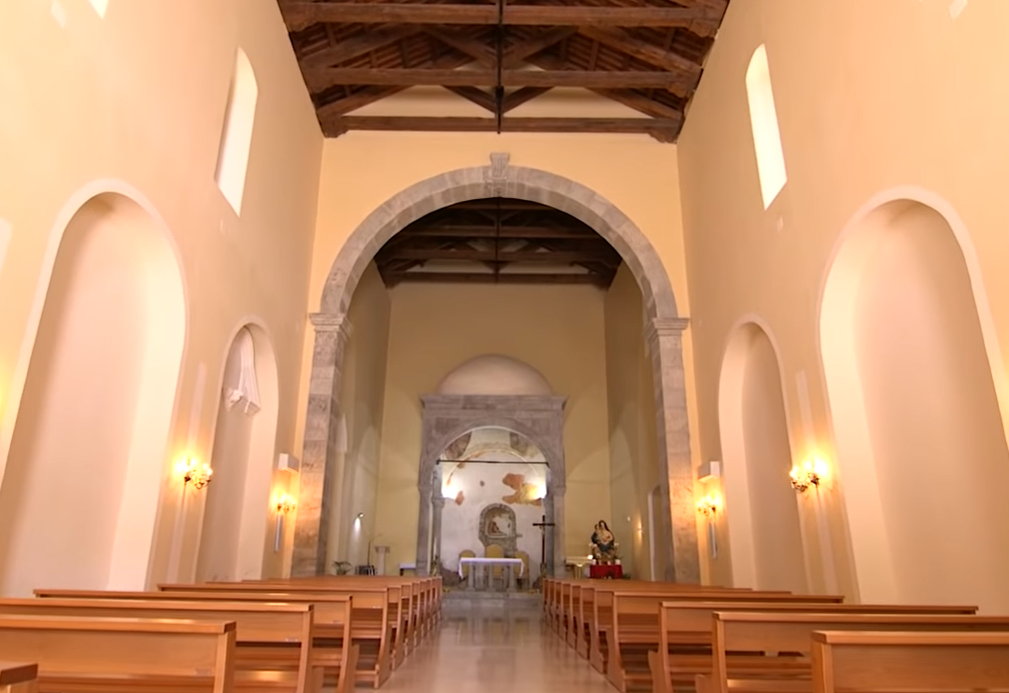
Il baldacchino sormontante l'icona degradata dall'umidità

È dimostrabile a oggi la costruzione dell'edificio in funzione di un'edicola votiva posta sulla via Herculea, come dimostrato da scavi nelle vicinanze, un'iscrizione recita Hoc fundatis Civitas Marsicensis Templum Erexit A.D. 1593. Altra caratteristica è l'adiacenza al fiume agri, dove si trovava il ponte causa del toponimo popolare. L'antica edicola, inglobata nella chiesa è in gran parte sfregiata dalle intemperie, ma è sostituita da una pregevole statua lignea, raffigurante il salvataggio per intercessione di Maria della città di Costantinopoli. Il tipo iconografico di Santa Maria di Costantinopoli, infatti, ritrae generalmente la città turrita, case o mura in preda a un imponente incendio, altri ne interpretano l'assedio dei Saraceni. Tuttavia le lotte iconoclaste giunte a Costantinopoli non permettono una chiara lettura delle origini del culto.
La spiegazione leggendaria che motiva l'erezione del santuario, fu la vicenda di un cieco, che pregava di riabbracciare il figlio partito anni addietro. Paragonando i propri dolori a quelli della crocifissione del Cristo dinanzi agli occhi di Maria, chiese la grazia ed ebbe poco dopo, l'annuncio in sogno della Madonna che chiedeva all'orbo di recarsi presso un muro diruto al ponte del fiume Agri, dove la sua immagine era rappresentata in mezzo ai rovi. Fattosi guidare, l'uomo si mise a brancolare tra le spine. Tradizione vuole che egli riacquistò la vista ed ebbe da lì a poco, l'incontro col figlio tornato da combattimenti in terra straniera. Una donna di Moliterno, anch'essa cieca affermò di averla recuperata per miracolo.

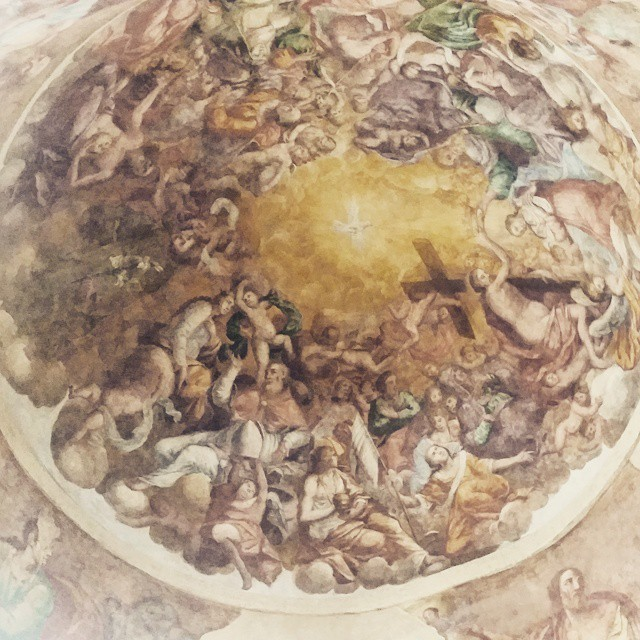
Affresco del baldacchino denominato "La dimora degli eletti"

Al di là dell'aspetto leggendario, l'Universitas Marsicensis, stanziò 13 000 ducati che ne videro la fondazione nel 1593. il tempio a navata unica, ha la caratteristica di conservare un pregevolissimo altare a baldacchino in pietra locale, con la volta affrescata nello stile del XVII secolo e un affresco raffigurante l’Incoronazione della Vergine, tra Angeli e Santi, illuminata dallo Spirito Santo, con i 4 evangelisti agli angoli. Al di sotto di questo l'edicola miracolosa, leggermente inclinata secondo il verso della strada presso la quale era posta. La divisione dell'aula tra l'assemblea e il presbiterio, è operata in senso trasversale da un arco squadrato, con chiave una pietra con foglie di acanto e mascherone rappresentante sole e luna, col levriero, simbolo di Marsico, visibile anche alla base dell'ambone. Esternamente è da notare il portale in pietra decorata.
Vuote sono le nove arcate laterali per altari e edicole, a parte qualche stucco che ha resistito alle intemperie e alle frequenti alluvioni del vicino fiume, nonché alla mancanza di sensibilità che portò alcuni negli anni '50 ad adibirla a rifugio per animali. Esternamente infatti, la chiesa appare leggermente interrata, effetto di fenomeni alluvionali. a dare luce all'interno sono 8 finestre laterale e un finestrone di facciata. Ha una porta laterale con iscrizione del XVI secolo che invita a entrare con decoro nel tempio di Maria (Purissimae Virginis Templum Caste Ingredi Memento).

#### Altri edifici di culto di valore storico
- Chiesa parrocchiale di San Marco: nelle vicinanze di Piazza Umberto I, risale al 1270, citata come chiesa "fuori le mura", poiché fuori dalla Civitas, quindi detta "Ecclesia extra moenia", in un atto del parroco che fece fondere una campana poiché rotta. Contiene un fonte battesimale in pietra e un manufatto bronzeo di una croce greca, oltre a recenti affreschi e una cappella laterale dedicata alla Madonna del Rosario.[11]
- Chiesa di San Rocco: Di costruzione pressoché moderna (XVIII secolo), è posta nella via dove era il lazzaretto degli appestati, oggi sotto il municipio. Contiene la tela raffigurante le nozze mistiche di Santa Caterina, e arredi provenienti dalla Chiesa distrutta dedicata alla Santa, che era poco distante
- Chiesa di Santo Spirito, sotto il Municipio già palazzo dei Prìncipi Pignatelli, contiene un pregevole polittico di scuola napoletana con la Madonna col bambino in trono. incorniciata da due cherubini. Nei pannelli laterali sono raffigurati santi a cui era devoto il priore di Santo Spirito: Antonio Vespulo, contiene alla base lo stemma di Marzio dei Marzii Medici, vescovo dell'epoca. Oggi è cappella privata.
- Chiesa di Sant'Antonio Abate, adiacente al municipio, era probabile pertinenza di una casa canonica, versa in stato di degrado.il polittico di Santo Spirito

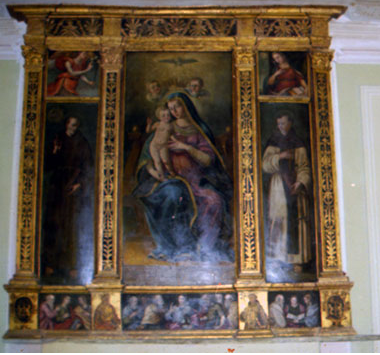
il polittico di Santo Spirito

#### Aree religiose di valore archeologico
- La cappella dell'Annunziata, costruita in contiguità con la sagrestia della Concattedrale, ospita oggi un'ex casa canonica posta sui contrafforti dell'edificio.[11]
- Chiesa di Santa Caterina, esistente già nel 1400 ospitava le reliquie dei Santi: Clemente, Felice e Chiara, è stata la parrocchia con il maggior numero di fedeli sino al terremoto del 1857, furono incorporate ad essa, la parrocchia di San Tommaso e quella di San Basile, anch'essa diruta e di rito bizantino. Nelle fondamenta è stata scoperta una necropoli, in quanto utilizzata per le sepolture.
- Chiesa di San Cristoforo, presso l'attuale piazza Umberto I. Vi sono stati scavi comprovanti una sepoltura di età proto-villanoviana proprio dove oggi è la piazza centrale, la cappella era padronato della nobile famiglia Miceli, fu convertita dal vescovo Ciantes in Congregazione dei morti nel '700, per l'esistenza di una confraternita laicale. Esistono correlazioni tra la figura di San Cristoforo e quella del traghettatore di anime.
- Santa Maria della Stella e San Giovanni, essa sorgeva sulle rovine di un lupercale, è infatti nota la presenza di un tempio dedicato a Pan nei pressi della Fontana di San Giovanni, proficua area archeologica, di cui i reperti sono conservati nell'atrio del municipio e nei vicini musei.

### Monasteri e conventi

#### Ex Monastero di San Tommaso Arcivescovo di Canterbury (Palazzo Manzoni) e chiesa della Madonna del Carmine
Localizzato sulla terza collina detta del "Casale", ospitava un convento benedettino, secondo gli scritti poteva aver ospitato un avamposto militare. Nel 1179 Guglielmo II di Guarna fondò in tale luogo fondò un monastero per uomini, direttamente soggetto al Vaticano, purché i monaci riconoscessero l'autorità episcopale della chiesa marsicense, pagandogli ogni anno 3 libbre di cera e una d'incenso.
Ciò che il monastero ne guadagnò fu la giurisdizione di 65 famiglie del rione casale, avvalendosi dei tributi da essi versati, nonché varie vigne nell'area sottostante, un mulino sull'Agri e il diritto di taglio e trasporto di 2 some di legna quotidiane dalle proprietà boschive del conte. Riporta l'Ughelli che questi privilegi furono confermati dai successori del conte Guglielmo: Filippo e Giacomo Guarna. All'arrivo dei Sanseverino, i frati vennero trasferiti a Padula, a Marsico nacque un convento di monache, l'anno preciso di questo evento è sconosciuto ma essendo a cavallo tra la giurisdizione di Ruggero Sanseverino e di suo figlio Tommaso, si ipotizza però che avvenne prima del 1281 perché si ha notizia dell'acquisto di un terreno da parte di una badessa benedettina, la venerabile Pacifica, inoltre nel 1285 Ruggero morì.
Il cambiamento degli occupanti di tale struttura è importante perché nel 1295 la contea di Marsico era nell'epoca di Tommaso, sposato con Teodora D'Aquino, sorella di San Tommaso d'Aquino dottore della chiesa. La badessa del convento divenne Agnese D'Aquino, nipote di Teodora. La struttura ricevette in questi anni la visita dello stesso San Tommaso, è riportata la narrazione secondo cui il santo toccò una "croce di calce", poi gelosamente custodita della quale oggi non si ha notizia. Negli anni successivi i Sanseverino garantirono privilegi ed eccezionale protezione al convento. Il quale sino ai primi anni del XIX secolo rimase attivo. Ospitò poi in epoca fascista la scuola elementare Manzoni, ed ospita oggi il Parco Nazionale dell'Appennino Lucano, Val d'Agri e Lagonegrese.
Presenta uno spazioso piazzale antistante sul quale affaccia il primo edificio a due piani che conduce a un cortile sovrastante i giardini, da qui altri due edifici posti al di sotto della sovrastante chiesa della Madonna del Carmine, portano attraverso le loro scalinate sulla sommità della collina del Casale, snodandosi per mura dirute appartenenti all'antico convento e una spettacolare cisterna per la raccolta di acqua piovana.
La chiesa della Madonna del Carmine, già eretta a parrocchia, pur essendo compresa tra le mura conventuali ha un accesso esterno per il popolo, un ampio sagrato e una semplicissima navata. Non presenta particolari arredi, esclusi i particolari lapidei esterni, e la statua lignea della Madonna del Carmelo, festeggiata l'ultima Domenica di Luglio, ritenuta in pectore, seconda festa patronale.

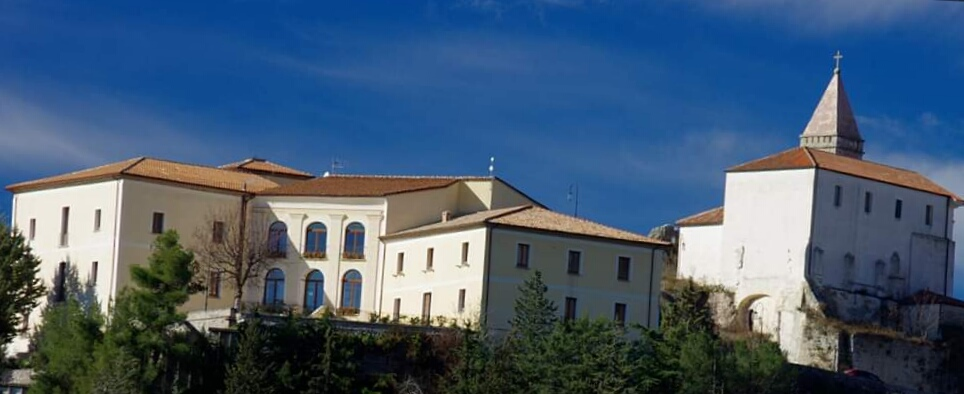
L'Ex convento oggi "Palazzo Manzoni", e la chiesa del Carmine.

#### Monastero dei Cappuccini
Si erge nell'omonima frazione Cappuccini, costruito nel 1560 per volere di fra Tullio da Potenza era fra i primi cinque della Basilicata. Realizzato in un luogo appartato, lontano dal centro abitato, venne eretto con il contributo dell'Universitas Marsicensis e del vescovo Marzio de Marzi Medici. Abbandonato definitivamente nel 1866 , è costruito su due piani e possiede un piccolo cortile interno, possedeva in passato foreste e modeste coltivazioni. Internamente è visibile qualche sbiadito affresco, Giambattista Pignatelli II principe di Marsico ne permise un ampliamento, per l'accoglienza dei novizi, possedeva testi ancora oggi esistenti poiché traslocati in altri conventi. Soppresso nel 1816 versa in uno stato di fortissimo degrado, in parte è stato trasformato a causa della costruzione di un'abitazione a ridosso di esso. La giurisdizione dello stesso contava su buona parte delle pendici dei Monti della Maddalena.

#### Monastero di San Francesco
Il monastero si trova sulla sommità della Civita, nel punto più in alto in assoluto del paese, sulle rovine dell'antico castello. La fondazione avviene infatti nel 1330 da parte di Enrico Sanseverino, pare che la rocca Sanseverino che sorgeva in questo luogo fu distrutta nel 1142, e i conti si trasferirono nell'attuale contrada San Giovanni, sulla collina oggi detta del Castello. molte mura oggi miste ai ruderi del convento, poi divenuto carcere nel XIX secolo, conservano una smisurata doppiezza dovuta alla costruzione della fortificazione dei Sanseverino. L'attività del convento secondo le ricerche di Luigi Ventre durò "qualche lustro", sino alle ristrutturazioni del palazzo vescovile di Ignazio Marolda nel 1809, divenne dimora di vescovi. Oggi la chiesa adiacente dedicata a San Francesco, ospitante opere esposte nel museo diocesano e nella Cattedrale, fra cui l'ultima cena del Todisco, è sconsacrata e destinata all'oratorio e all'uso ricreativo. Resta lo straordinario campanile di circa 20 metri, che gode di una posizione senza ostacoli circostanti, e riportante l'insegna francescana su una lapide.

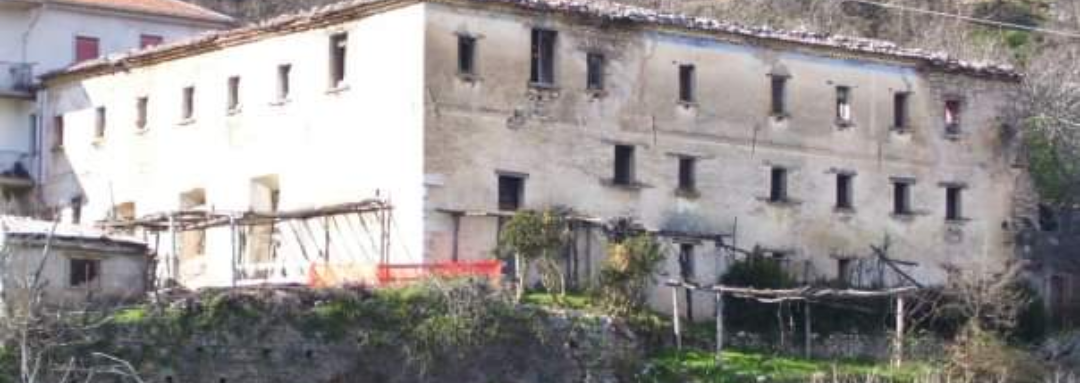
Convento dei Cappuccini.

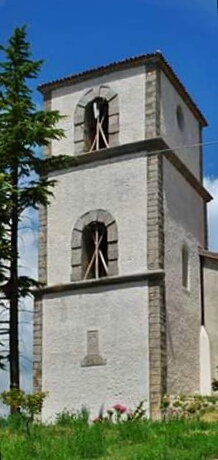
Campanile San Francesco.

#### Monastero di San Giacomo (oggi cimitero)
Tommaso III conte di Marsico, fondò questo convento di agostiniani nel 1340. Tutti i Sanseverino privilegiarono questo convento. Nel 1652 papa Innocenzo X lo soppresse a causa delle basse rendite, e mons. Ciantes, vescovo di Marsico chiese di unire quelle poche rendite al seminario. Purtroppo negli anni successivi la chiesa, costruita con straordinari materiali cadde nel 1826, oggi è visibile solo una piccola cappella esterna al cimitero odierno dedicata alla Madonna delle Grazie, a ricordare il monastero vi è soltanto una croce di pietra.

### Palazzi gentilizi e fortificazioni

#### Rocchetta Sanseverino
Nel comune non sono presenti castelli o rocche appartenenti alle famiglie nobiliari che vi hanno amministrato, infatti il castello Sanseverino, rocca centrale che ne stabiliva di fatto il ruolo di roccaforte longobarda, è andato distrutto nel 1142, a questa rocca si sostituì quella che in numerose fonti è detta la rocchetta, posta su un'altura in contrada San Giovanni, al di sopra della celebre fontana. Ferrante Sanseverino, ultimo conte di Marsico e inquilino della rocchetta volle tentare la vendita della contea, ricevendo offerte dalle famiglie Caraffa e Caracciolo, tuttavia nonostante l'acquisto da parte del secondo di questi, per volere del popolo e per concessione dell'imperatore Carlo V la cittadina passò al Regio Demanio.

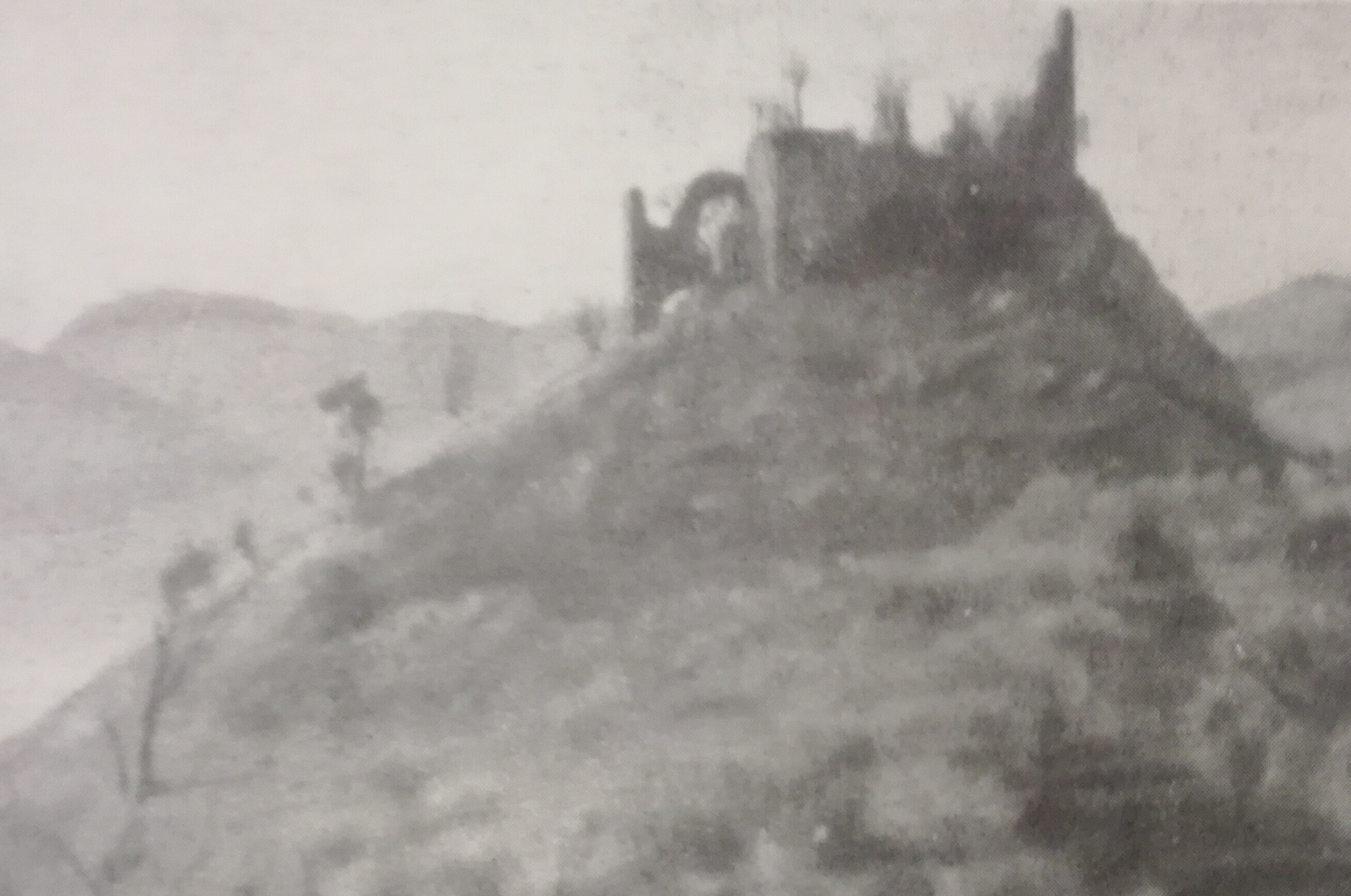
La rocchetta a inizio XX secolo.

#### Palazzo Pignatelli

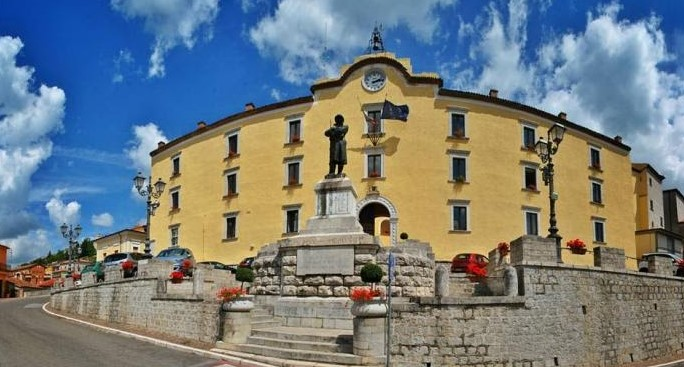
Palazzo Pignatelli sede del Comune di Marsico Nuovo.

Nel 1638 Marsico fu concessa ai Pignatelli, si evitarono tuttavia secoli di baronia. Resta completamente intatto, almeno esternamente il loro palazzo, sede del municipio e della biblioteca comunale. La costruzione risale al 1670, il pozzo nel cortile, datato 1572, dunque è possibile un particolare sviluppo legato alla costruzione della dimora dei prìncipi. Lo stile è semplice e raffinato, tipicamente rinascimentale. La facciata presenta un portale in pietra che immette in un arco con volta presentante lo stemma gentilizio. Si sviluppa internamente un cortile, col secondo piano ad arcate che ospita alcuni cippi romani. Secondo le notizie biografiche di Giambattista Pignatelli I, vissuto nel XVIII secolo, vi dimoravano molti servitori, ed egli, pur seguendo una vita pia e caritatevole, arricchì il palazzo di opere d'arte. Oggi però l'edificio, ristrutturato per ospitare gli uffici comunali, non presenta alcuna traccia di opere d'arte o decorazioni nelle maestose sale interne.

#### Palazzo Barrese Li Prati (in seguito Boccia)

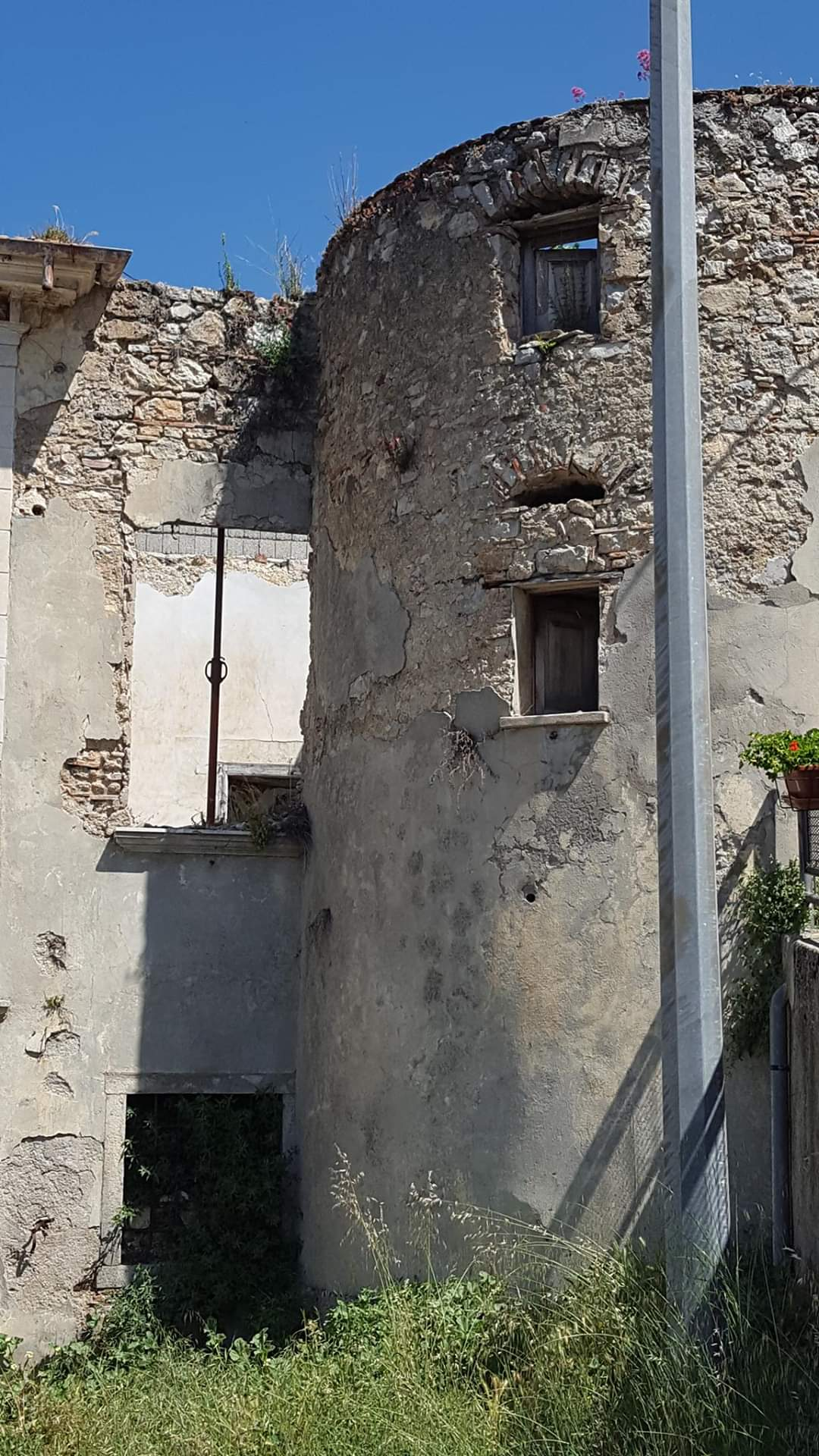
La torre occidentale del Palazzo Boccia, quella minore. Mostra i segni del sisma del 1980.

Un palazzo gentilizio noto come Barrese Li Prati (oggi detto Boccia) è legato inizialmente alla storia dei Pignatelli, una lapide ne spiega l'antica fondazione, poiché rimanda ad una distruzione del 1142, e alla riedificazione del palazzo, che verrà ancora più volte modificato, trovandosi in area sismica, l'antica fondazione non esclude un legame con gli stessi Sanseverino. Nel 1647, Marsico, insorse contro Francesco Pignatelli. Fuggito il Principe, i rivoltosi entrarono nel suo palazzo, e uccisero 14 sue guardie, in molti palazzi gentilizi la rivolta portò distruzione, non si esclude che anche il palazzo Barrese Li-Prati fu preda dei rivoltosi. Il principe infatti vi abitava per diritto di matrimonio infatti questo apparteneva alla moglie Lucrezia unica erede della famiglia Li Prati. La stessa fondazione del palazzo Pignatelli dimostra che l'abitato era ormai arrivato a oltrepassare di gran lunga le mura medievali, il palazzo Barrese Li Prati ingloba tutt'oggi due torri e un tratto della zona orientale delle mura medievali. Il nome Barrese si deve invece alla famiglia che ne prese possesso nel 1657. I Barrese, erano una famiglia borghese, principalmente proprietari terrieri, per cui già molto potenti e ricchi. Ne entrarono in possesso per la situazione disastrosa delle finanze di Francesco, che costrinse i Pignatelli a venderlo. La proprietà dell'edificio fu dei Barrese fino al 1871, poi Andrea Barrese lo vendette alla famiglia Boccia. Nel 1939 la proprietaria dell'edificio Carmela Dattoli, vedova Boccia, ne affittava una parte alle suore, conservò un totale di 5 stanze provviste di servizi e cucina fittandone il doppio alle conventuali al piano superiore, a quello inferiore la vedova boccia possedeva due dispense e due legnaie, che divise rispettivamente con le suore. Oggi infatti, l'imponente edificio, circondato da cinta muraria in parte preesistente sul lato orientale e con le due torri, conta ancora 25 vani distribuiti su 2 piani, una stalla, un cortile con pozzo e un ampio giardino con pini. Tuttavia in seguito al sisma del 1980 urgono interventi di ristrutturazione, ed è proprietà del comune.

## Geografia antropica
Il comune di Marsico Nuovo possiede molteplici località e frazioni che circondano il capoluogo posto nel baricentro del territorio comunale.

### Frazioni

#### Pergola
Avamposto del comune giungendo da nord, sorge sui Monti della Maddalena a cavallo tra Valle del Melandro e la Val d'Agri, possiede due uscite sulla SS 598 di Fondovalle dell'Agri, è sede di aziende e attività commerciali pur rimanendo fortemente un centro a vocazione agricola. La zona con maggiore densità abitativa, si sviluppa nei pressi della Chiesa dell'Immacolata; ove il piccolo centro ha la sua piazza intitolata a Giovanni Paolo II, circondata da attività commerciali e centri di ritrovo. Compreso nell'alta vallata in cui sorge la frazione, si trova località San Vito, intorno alla chiesa medievale del Santo.

#### Galaino
Sede del polo industriale polivalente (zona PIP) negli anni 2000 ha registrato una forte crescita, l'abitato rurale si sviluppa intorno alla chiesa di San Nicola e nella pianura ai piedi del Monte Ausineta (1087 m s.l.m.). Nei pressi vi sono il centro sportivo di recente costruzione e varie attività commerciali, è sede di allevamenti e aziende agricole.

### Località montane
Essendo i punti più alti del comune ad altitudine maggiore di 1000 m, comprende altopiani dell'area appenninica, posti al di sopra del Monte Lama a nord-est del paese, interessanti per il turismo invernale. Come località Piana del Lago, che ospita un invaso naturale (1290 m²) e Fontana delle Brecce, radura celebre nella zona per le scampagnate e la presenza di alcuni rifugi, oltre che per i pascoli bovini ed equini.
A più basse altitudini nella stessa area, si trova il Monte Cognone, una parete naturale che affianca il paese. Nella sponda orientale dell'altura sorgono Calabritto e Cognone, senz'altro insieme a Camporeale a est sono i centri rurali posti più in alto, e soggetti a temperature più rigide.
Le aree montane sono state oggetto di insediamento dell'industria petrolifera, oltretutto vi sorge il fiume Agri, con un invaso artificiale per raccogliere acqua utile all'irrigazione. E si sviluppano fino al confine regionale con la Campania, nei pressi di Padula e Sala Consilina.

### Pianura marsicana
Il comune non possiede aree pianeggianti molto estese, il capoluogo sorge tra le valli formate da Agri e Verzarulo, suo affluente. Entrambe ospitano insediamenti, nella valle del torrente Verzarulo risalta la località Fontanelle, poiché oltre al liceo scientifico e all'istituto comprensivo, vi si trovano la sede locale del CNR e gli impianti sportivi comunali. La zona è sormontata dall'ex convento dei frati minori cappuccini, in un terreno demaniale appartenuto al convento, più distante, oggi si trova il cimitero.
La valle del fiume Agri inizia a contrada Mastro Vitilli, toponimo dovuto alla presenza di conciatori di pellame. Vi si trova il santuario di Santa Maria di Costantinopoli, sede di numerosi pellegrinaggi e miracoli.
Le due valli si incontrano in località San Giovanni, la parte successiva è naturalmente quella più fertile, chiamata per l'appunto Cerbaia.

## Società

### Evoluzione demografica
Abitanti censiti

### L'angelo della Madonna del Carmine
La ricorrenza liturgica della festa della Madonna del Carmelo, è celebrata l'ultima domenica di luglio anziché il 16 dello stesso mese. Questo poiché la Madonna è patrona della vicina Paterno, frazione di Marsico fino al 1973, dunque si è sempre evitato un doppio festeggiamento. In entrambi i comuni si mantiene la tradizione del volo dell'angelo: un bambino che ha ricevuto la prima comunione, vestito da angelo e provvisto di imbracatura a norma, viene calato con un sistema di carrucole sostenuto da volontari, a Marsico Nuovo essi si posizionano sul balcone del Palazzo dei Marchesi Navarra e abitazioni circostanti.
Scopo della manifestazione è rappresentare varie discese dell'angelo, a scopo rituale, con il fine di mostrare la propria devozione popolare attraverso i gesti del bambino che ne svolge il ruolo. L'angelo porta alla statua doni e oggetti rappresentanti classici attributi della Madonna del Carmelo, come possono essere rispettivamente un cero, o l'abitino (lo scapolare donato secondo la tradizione dalla Madonna a san Simone Stock); infine con l'aiuto del sacerdote si effettua l'incoronazione della statua.
Altra caratteristica è l'accompagnamento delle discese con la recita di un poema in versi composto da sacerdoti locali, in epoca moderna, la tradizione è stata animata da bande musicali.
Terminato il rituale l'angelo con spada e scudo, metafora della protezione divina sulla città saluta i fedeli e la Madonna con i versi:
"O Madre nostra, Vergine del Carmelo

Tu ci colmi delle tue grazie ogn'ora

Le anime nostre tu innalzi al cielo

O Madonna del Carmine beata

Accogli le nostre preci

Discenda la grazia tua su questo paese

E il nome tuo sia a noi sempre palese."

### Lingue e dialetti
Secondo lo studioso tedesco Lausberg l'area linguistica di Paterno, Marsico Nuovo e Marsicovetere presenta il vocalismo di Randgebiet, in quanto il sistema delle vocali segue determinate regole, differenti da quelle delle aree circostanti caratterizzate da un vocalismo cosiddetto: romanzo-occidentale, il suono delle vocali infatti è tipico di quell’area dialettale “di confine”, definita da Lausberg nel 1939, che si estende da Brindisi a Teggiano, nel Salernitano, passando per la costa ionica. Si nota spesso infatti, che i timbri vocalici si neutralizzano in /ə/ , come ad esempio il verbo "cucire" si traduce koǝs(ǝ). Altre caratteristiche peculiari sono la preposizione semplice "di" che diventa "r" oltre che la pronominale «ci», in cui la consonante «c» si trasforma in «n»;

#### Esempi

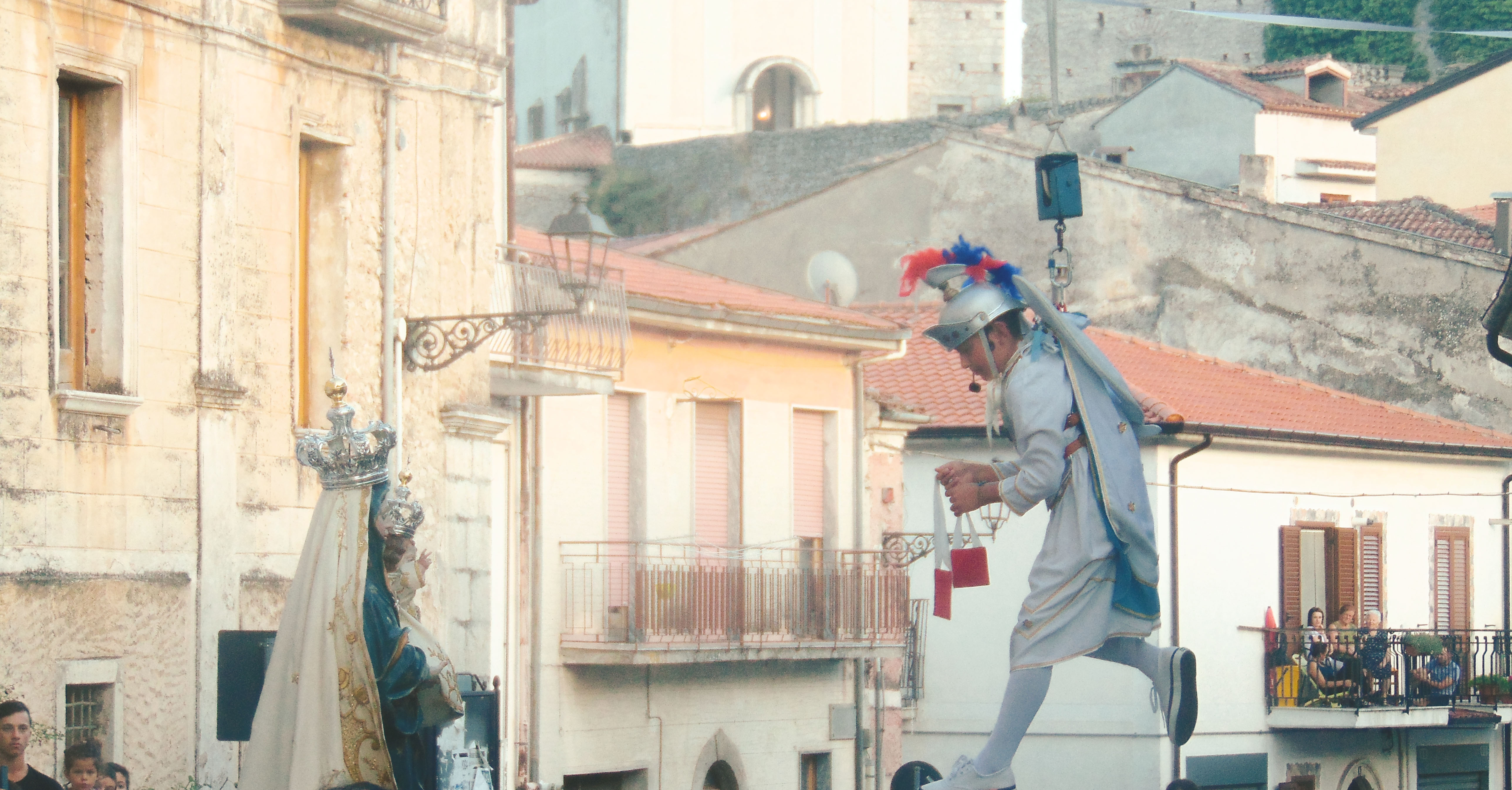

Racconto in marsicano tratto da "San Gianuario, agiografia e Folklore A. Lotierzo":
"Scinuari/ə/ era nu vescuv/ə/, nat/ə/ a Cartaggen/ə/. H'Antich/ə/ purtaven/ə/ a San Ginuari/ə/ in prucission/ə/ e piglia/ə/ a richianata sua e se ferma/ə/ ddà. Quann/ə/ era giov/ə/n/ə/ era stat ndo vosch/ə/ e u piglier/ə/n/ə/ a brutta gend/ə/, ca nun eran/ə/ cr/ə/stian/ə/ e h'accirenne (stess) ndo vosch/ə/. M'arrecord/ə/ ca ng'era na femm/ə/na, ca si chiamava Rusaria, ch h'avìa fatte nu vut/ə/ ca ngi purtava nu vutiedd/ə/ ca pò acc/ə/rian/ə/ ca quanda p/ə/sava arriffavan/ə/ e tand/ə/ h'avìa lassà r/ə/ sold/ə/. Prima auzavam/ə/ i cend/ə/ oppure nu menzett/ə/ re gran/ə/. Pò riciemme pur na preghiera: "San Gianuario solo tu puoi ogni male allundanà" e ne facìemme a croce. U cuorp/ə/ (r San Ginuari/ə/) u truvenn/ə/ ca ddà era, re cap/ə/ a na mannara, r/ə/ cap/ə/ a nu cippon/ə/, e u sfracidderen/ə/ e ngi taglieren/ə/ u cuodd/ə/. A chiesa a custuren/ə/ dà pecche si n/ə/ ìa sul/ə/ sul/ə/ p' a nghianata. R/ə/ quiri tiemb/ə/ viri ca nun g'erana tanda pret/ə/, mò ng' anna menat/ə/ fors p divuziona. Ropp u millenoviciendevindcingh/ə/ accumenzeren/ə/ a fà a festa cù i luminèri/ə/. Un ra famiglia ri caurariedd/ə/ ngi rumanìa appis/ə/ vicin a luc/ə/ elettrica, Di/ə/ c/ə/ ne libera !"
Traduzione
Gianuario era un vescovo nato a Cartagine. Gli antenati portavano San Gianuario in processione e lui salì verso la sua Chiesa e si fermò lì (riferimento leggendario secondo cui il corpo del santo guidò miracolosamente un carro di buoi che lo trasportava verso una badìa ndr). Da giovane era stato nel bosco e fu preso da nemici, non cristiani, e fu ucciso. Mi ricordo che una donna, Rosaria, aveva fatto un voto, che avrebbe portato un vitello che sarebbe stato ucciso e messo all'incanto per quanto pesava (all'asta) e tanti soldi avrebbe offerto. Prima in devozione sollevavamo i ceri o un mezzetto (25 kg) di grano. Dicevamo anche una preghiera: "San Gianuario solo tu puoi ogni male allontanare" e facevamo il segno della croce. Poiché trovarono il corpo che era lì (nel bosco) gli mozzarono la testa con la mannaia su di un ceppo, così dopo avergli fracassato le ossa, lo decapitarono. La chiesa fu eretta lì (presso la badìa) perché lì si diresse da solo. (Nel posto in cui morì) non vi erano molte pietre, che sono state trasportate per devozione. Dal 1925 la festa si fa con le luminarie, e uno della famiglia dei calderai (soprannome dovuto alla professione) vi rimase folgorato a causa della corrente, Dio ce ne scampi !

## Cultura

### Musica
Nel 1996 è stata fondata da marsicani residenti e non l'associazione Civitas Marsicana. L'associazione si occupa dal 1996 delle serate musicali al borgo "Case Nuove" sul colle Civita, dove era stata costituita negli anni quaranta una banda musicale ("Banda musicale della città di Marsico"), fondata da Onofrio Fittipaldi. La famiglia Fittipaldi ha ripreso, assieme alla famiglia Grieco-Ventre le antiche tradizioni, fondando l'Associazione Civitas Marsicana, con una sezione musicale dedicata a Mariele Ventre di origine marsicane.
Sono stati tenuti concerti di musica classica, anche operistica (Serva padrona di Giovanni Battista Pergolesi in abiti d'epoca nell'edizione del 2000 presso il largo del Casale) e jazz. Ogni anno viene consegnata ad un artista ospite della manifestazione la medaglia d'argento del Presidente della Repubblica.
La Associazione "Civitas Marsicana" si è impegnata nel corso dei suoi anni di attività, alla valorizzazione artistica e culturale della città di Marsico.
Attualmente le attività dell'Associazione sono state sospese, memorabile agli occhi dei marsicani è stato il recital del pianista Aldo Ciccolini, nel 1999.
Nel 2004 l'Associazione "Civitas Marsicana" decide di cessare definitivamente la propria attività musicale.

### Cucina
La cucina di Marsico Nuovo è una cucina semplice, basata su prodotti locali tradizionali. Tra i piatti tipici si ricordano:
- la cuccìa, fatta con grano, mais, lenticchie, fagioli, cotiche di maiale e salsiccia grassa (pezzente);
- i fusidd cu a muddica, fusilli fatti in casa con la mollica di pane fritta, con eventuale aggiunta del peperone crusco;
- i triidd e fasul, cavatelli fatti a mano, conditi con fagioli cotti nella pignatta, al camino;
- la rafanata, frittata con uova sbattute, rafano grattugiato fresco, formaggio pecorino, salsiccia. La cottura avviene su fuoco in padella di ferro con coperchio ricoperto di brace;
- il pan m'nisc'c, mosto d'uva cotto con farina di semola, pinoli, noci ed aromi vari.

## Economia
L'economia del paese è prettamente agricola: in particolare è sviluppato il settore ortofrutticolo e la produzione di fagioli, oltre alla zootecnia.
Successivamente al terremoto del 1980, inoltre, sono state create due aree P.I.P., nelle quali si sono insediate numerose aziende artigianali che hanno dato una notevole spinta all'economia locale, creando un numero considerevole di posti di lavoro.
Un'altra grande spinta al paese, in termini di benessere ed occupazione, è data dall'estrazione petrolifera che da qualche anno interessa parte del territorio di Marsico Nuovo; uno sfruttamento di petrolio nel comune era già presente nel passato, almeno nel periodo attorno alla metà del secolo XIX, in quanto il geografo Amati segnala l'esistenza di miniere di asfalto nel comune.
Sul territorio comunale sono presenti diversi centri legati all'attività estrattiva, in particolare tra le frazioni di Pergola e Camporeale; l'oleodotto che si ricollega al Centro Oli di Viggiano, percorre buona parte del comune.

## Amministrazione

### Gemellaggi
Marsico Nuovo è gemellata con:
- Montevideo, dal 2007[25]

## Sport
Particolarmente radicato era il calcio femminile: il Real Marsico ha giocato stabilmente in Serie A2. La squadra giocava le sue gare nell'impianto cittadino dello stadio "Antonio Incerto".
Il paese ha anche una squadra di calcio a 5, Futsal Marsico e una squadra del campionato allievi, l'Atletico Marsico.
Lo stadio cittadino è provvisto di due gradinate scoperte e una tribuna con seggiolini, ha una corsia laterale molto ampia per l'accesso dei mezzi di soccorso. Nel centro sportivo comunale di Via Fontanelle si trova la piscina comunale provvista di vasche riabilitative, oltre che di vasca esterna per la stagione estiva. Altri sport praticabili nel centro sportivo sono il tennis e il basket nella palestra del liceo scientifico. Altrove sono praticabili il pattinaggio a Galaino e la corsa con go-kart a Pergola.